# ضفدع الورق الجبلي
ضفدع الورق الجبلي (بالإنجليزية: Phyllomedusa oreades)‏ هو نوع من الضفادع في عائلة الشرغوفيات، المستوطنة في السافانا البرازيلية. موائلها الطبيعية هي الأراضي الجافة شبه الاستوائية أو الاستوائية الشجرية أو الأراضي العشبية الجافة شبه المدارية أو الاستوائية والأنهار.
البحوث على افرازات جلد ضفدع الورق الجبلي أعطت قيمة علاجية خاصة باعتباره مكافح للمثقبية الكروزية للوقاية من العدوى أثناء نقل الدم.